# 昌黎祠
22°36′55″N 120°33′59″E / 22.615353°N 120.566489°E
昌黎祠，是位於臺灣屏東縣內埔鄉內田村的廟宇，是臺灣唯一主祀韓愈的宗教場所，也是清治時期六堆培育進士與舉人的教育場所，緊鄰六堆天后宮。

## 歷史
臺灣唯一主祀韓愈的昌黎祠創建時間有二說：一說是嘉慶八年（1803年）由鍾麟江倡建；一說是道光七年（1827年）由武生李孟樹創建。根據鄉土文史學者說法，此祠最早並不是寺廟，而是教育地方學子之處，所以建築不以三川殿表現。
鍾麟江在該祠創設祀典會，來資助教師和學子。道光年間，鳳山縣的進士與舉人多出自六堆地區，此祠的教育作化功不可沒。六堆還成立了科舉會，供應參加鄉試和上京會試者旅費。根據《鳳山縣采訪冊》，嘉慶十五年（1810年）到光緒甲午年（1894年），鳳山縣客家人進士就有黃驤雲、張維垣、江昶榮三人，舉人有廿人，貢生有十九人，這批有不少皆曾在昌黎祠講學、就學，如內埔竹圍村江昶榮進士、長治舉人邱鵬雲、內埔歲進士邱國楨、舉人曾中立、曾偉中、李向榮等舉不勝舉，使得昌黎祠成為當時重要教育中心。渡海來臺灣的邱國楨曾在六堆天后宮前賣文房四寶，後來於此苦讀到歲貢生，祠內留有他穿清朝五品官服的畫像。
祠身歷經鍾桂齡、管事鍾里海、鍾貴元、李石華、邱贊臣等迭為補修，日治時期作為曾作為鳳山國語傳習所內埔分教場（今內埔國小），1912年再由仕紳劉金安等再重修。
皇民化運動時影響，為保存建築而延請出家人管理，曾為佛教寺廟。今佛堂介於六堆天后宮與昌黎祠中間，由佛門弟子兼顧。
戰後地址為內埔鄉內田村廣濟路218號。1947年鍾梅貴聯合全鄉改建。後來，政府實施耕者有其田，祠方所有田地放領，教育資助被迫停止。1973年，建築列為國家三級古蹟，但未給予經費維修，導致賽洛瑪颱風時遭毀。後由內埔村長劉宴章和地方人士共同出資整建，檜木柱被改換為水泥柱，牆壁並貼上瓷磚。外牆從灰色改為黃色，被當地人抱怨改裝後的廟宇反而呈現不出客家風格。1981年重建完成，行政院長孫運璿曾親題「宗儒弘道」匾額以示慶賀。同年取消古蹟資格。

## 祭祀
祠內韓愈神像以坐姿、右手置於膝前，左手持書表現。兩旁分別為趙德與韓湘子。
內埔地區的客家人祖先大多來嶺南，為感恩嶺南師表韓愈，遂有在農曆九月初九舉辦祭典盛會的習俗。內埔鄉長利八魁指出，三獻禮是韓愈祭最核心的工作，百餘年來每屆韓文公生辰以傳統儀典崇隆祭祀。
屏東稱作「昌黎」的廟宇還有屏東市崇蘭里的昌黎殿，但廟內供奉的不是韓昌黎，而是三山國王，不知何因。